# Aldborough
Aldborough é uma vila e freguesia no distrito de North Norfolk em Norfolk, Inglaterra, cerca de 19,4 milhas (31,2 km) de Norwich. A paróquia tem uma área de 715 hectares e uma população de 567 pelo censo de 2001

## Transporte
A via principal é a A140, que vai de Norwich até Cromer.

### Aeroporto
O Aeroporto Norwich está localizado 16,4 milhas (26,4 km) sul da povoado e oferece ligações aéreas directas entre o Reino Unido e a Europa.

## Igreja
A igreja de Aldborough, denominada "São Marie" (Saint Mary’s).